# Société anonyme de filature de la Schappe
La Société anonyme de filature de la Schappe (SAF), plus couramment surnommé la Schappe est une entreprise française créée en 1885. L'entreprise est rachetée en 1967 par l'américain Burlington.

## Histoire

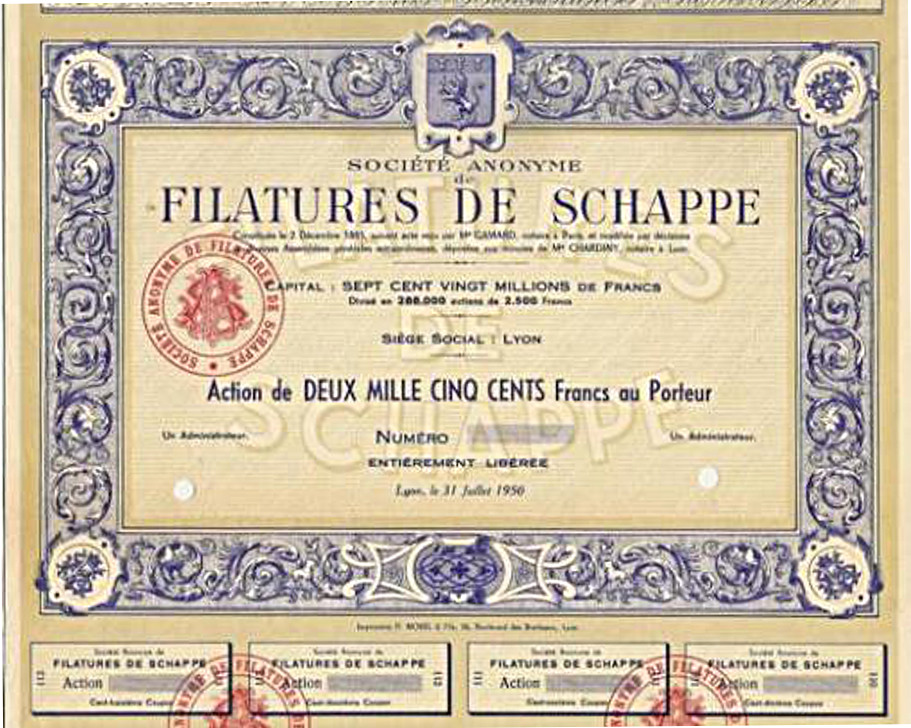
Une action de la Société anonyme de filature de la Schappe

Vers 1837, les négociants Aimé Martelin, de Saint-Rambert et Antoine-Alexandre Franc, de Lyon, forment le projet de reprendre l'usine en inactivité de Joseph Déromas, la plus ancienne des filatures industrielles de schappe.
En novembre 1838, Benoit Martelin, fils d'Aimé, s'associe à Alexandre Franc pour créer la société « Alexandre Franc et Martelin fils » dont le but est la filature de laine, de thibet et de frisons de soie. Victor Franc, fils d'Alexandre, les rejoint en 1843 pour former la société « Alexandre Franc père et fils et Martelin ».
En 1885, la société Franc et Martelin fusionnent avec la société des frères Hoppenot de Troyes, précurseurs dans la filature des déchets de soie, pour former la SAF (Société Anonyme de Filature de la Schappe), au capital de 7 500 000 Francs et dont le siège social se situera à Lyon
La SAF, plus couramment appelée « La Schappe », possédera notamment des ateliers et filatures à Saint-Rambert-en-Bugey, Ambérieu-en-Bugey, Le Vigan, Pont-d'Hérault, Entraigues-sur-la-Sorgue, Pierre-Bénite, Lyon, Amplepuis, Troyes, La Croix-aux-Mines, en Suisse à Kriens et Emmenbrücke, en Italie à Rozzano, ainsi qu'une annexe à Moscou et des intérêts aux États-Unis.
Entamé en 1955, le rapprochement de la Société Industrielle pour la Schappe et de la Société anonyme de filature de la Schappe se conclut en 1962 par la création d'une holding regroupant toute l'industrie de la schappe européenne. En 1967, la holding SAS est absorbée par le plus gros groupe mondial de l'industrie textile, l'américain Burlington.